# Campeonato Paulista de Futebol de 1975 - Segunda Divisão
O Campeonato Paulista de Futebol de 1975 - Segunda Divisão foi a 22.ª edição deste campeonato, equivaleu ao terceiro nível do futebol do estado.
Nessa edição houve apenas a disputa da primeira fase, que foi dividida em três grupos. Nessa primeira fase a Guairense terminou na primeira colocação.

## Participantes
| - Cafelandense ( Cafelândia) - Monte Azul ( Monte Azul Paulista) - Guairense ( Guaíra) - Santa Ritense ( Santa Rita do Passa Quatro) - Laranjalense ( Laranjal Paulista) - Osvaldo Cruz ( Osvaldo Cruz) - Bandeirante ( Birigui) - Guaçuano ( Mogi Guaçu) - Nevense ( Neves Paulista) - Taquaritinga ( Taquaritinga) - Descalvadense ( Descalvado) - Usina São Jorge ( Rio das Pedras) - Dracena Futebol Clube ( Dracena) | - Municipal ( Paraguaçu Paulista) - Fernandópolis ( Fernandópolis) - Pereira Barreto ( Pereira Barreto) - Guarani de Adamantina ( Adamantina) - Itapira ( Itapira) - Jundiaí ( Jundiaí) - Juventus ( Guariba) - Madrugada ( São Carlos) - Mirassol ( Mirassol) - Mogi Mirim ( Mogi Mirim) - Monte Alto ( Monte Alto) - Tanabi ( Tanabi) - Tupã ( Tupã) |  |

### Campanha doMadrugada ECem um dos grupos
1º Turno
- 31.05.1975 - Madrugada 2–1 Cafelandense
- 08.06.1975 - Madrugada 1–2 Guairense
- 15.06.1975 - Madrugada 0–1 Monte Alto
- 22.06.1975 - Madrugada 1–2 Mirassol
- 06.07.1975 - Madrugada 1–1 Juventus de Guariba
- 13.07.1975 - Madrugada 1–3 Taquaritinga
- 20.07.1975 - Madrugada 2–1 Nevense
- 27.07.1975 - Madrugada 0–1 Monte Azul

2º Turno
- 24.08.1975 - Madrugada 0–3 Cafelandense
- 17.08.1975 - Madrugada 0–0 Guairense
- 10.08.1975 - Madrugada 0–2 Monte Alto
- 03.08.1975 - Madrugada 0–3 Mirassol
- 07.09.1975 - Madrugada 1–3 Juventus de Guariba
- 14.09.1975 - Madrugada 0–2 Taquaritinga
- 21.09.1975 - Madrugada 1–2 Nevense
- 28.09.1975 - Madrugada 1–4 Monte Azul

## Premiação
| Campeonato Paulista de 1975 - Segunda Divisão |
| Não decidido                                  |
| --------------------------------------------- |
| Não decidido                                  |